# Pawłowska Szkoła Wojskowa
Pawłowska Szkoła Wojskowa (ros. Павловское военное училище) – szkoła piechoty Armii Imperium Rosyjskiego w Petersburgu.

## Historia szkoły

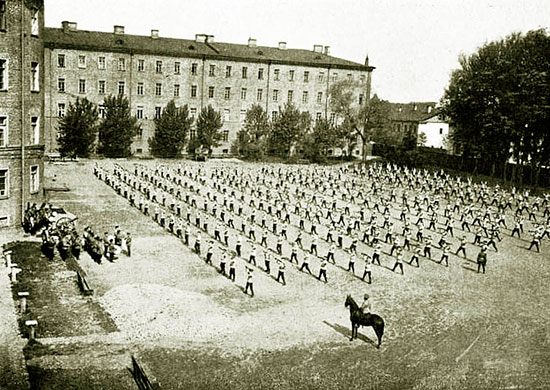
Plac apelowy I Szkoły Wojskowej w Pawłowsku. Zdjęcie z 1908 r.

W sierpniu 1863 roku dekretem cara Aleksandra II na bazie klas specjalnych Pawłowskiego Korpusu Kadetów (który przekazał szkole swoje tradycje i sztandar) została utworzona 1. Pawłowska Szkoła Wojskowa (ros. 1-е военное Павловское училище). Dyrektorem został późniejszy minister wojska, generał major Piotr Wannowski. W okresie od 1894 roku do 6 listopada 1917 roku nazwa szkoły brzmiała „Pawłowska Szkoła Wojskowa” (ros. Павловское военное училище).
Przez 50 lat działalności szkołę opuściło 7730 oficerów, 52 absolwentów zostało kawalerami Orderu św. Jerzego, 124 absolwentów poległo na polu bitwy. W 1913 roku jedna czwarta stanu osobowego Sztabu Generalnego składała się z byłych „Pawłowców”.
W październikowych walkach w Petersburgu w 1917 roku szkoła nie brała udziału. W nocy z 25 października została otoczona przez żołnierzy rezerwy pułku grenadierów i czerwonogwardzistów zakładów putiłowskich i Obuchowa, i pod groźbą użycia karabinów maszynowych rozbrojona. Całe dowództwo wraz z komendantem szkoły generałem Mielnikowem zostało aresztowane i zesłane do twierdzy Pietropawłowskiej. 6 listopada 1917 roku szkoła została rozwiązana.

## Komendanci szkoły
- major Wejmarn (1798 – ?)
- generał major Karl Klingenberg (1829–1843)
- generał porucznik Władysław Klupfel (1843–1847)
- P. A. Jazykow (1847–1851)
- Otto Mejnander (1851–1861)
- generał major Piotr Wannowski (31 X 1861 – 13 VII 1868)
- pułkownik / generał major Aleksandr Prigorowski (13 VII 1868 – 1879)
- generał major / generał porucznik Wasilij Akimow (18 X 1879 – 17 IX 1886)
- generał major Stefan Rykaczow (1886–1890)
- generał major / generał porucznik Leonid Dembowski (1890–1897)
- generał major Ludwik Drake (20 II 1897 – 1899)
- generał major Nikołaj Szatiłow (28 VIII 1899 – 24 XI 1901)
- generał major Nikołaj Dubasow (14 XII 1901 – 20 IV 1905)
- generał major / generał porucznik Siergiej Chabałow (27 IV 1905 – 24 I 1914)
- generał major / generał porucznik Iwan Walberg (26 I 1914 – 21 X 1917)
- generał major Dmitrij Mielnikow (od 21 X 1917)

## Absolwenci szkoły
W nawiasie obok nazwiska podano rok ukończenia szkoły.

- Aleksiej Antonow (1916)
- Piotr Bałujew
- Fiodor Briedow (1903)
- Michaił Drozdowski (1901)
- Julian Kobyłecki (1903)
- Piotr Krasnow (1888)
- Aleksiej Kuropatkin
- Nikołaj Nagajew
- Wsewołod Petriw (1902)
- Anatolij Piepielajew (1910)
- Michaił Skorodumow (1912)
- Jakow Słaszczow
- Anatolij Stessel (1866)
- Roman von Ungern-Sternberg
- Michaił Zoszczenko

Polacy:

- Aleksander Antonowicz
- Józef Burhardt
- Tadeusz Bylewski (1885),
- Witold Chmielewski (1885)
- Konstanty Dowbor-Muśnicki
- Wacław Iwaszkiewicz-Rudoszański
- Wincenty Kaczyński
- Antoni Kiewnarski
- Henryk Koiszewski
- Daniel Konarzewski
- Piotr Koreywo
- Józef Latour
- Antoni Listowski
- Karol Podonowski (1908)
- Jan Konrad Roszkowski
- Karol Rómmel (1908)
- Jan Stankiewicz (1824)
- Stanisław Suryn
- Teofil Świrski[1].